# Милешевка
Милешевка, или Милешевска река, је река у југозападној Србији. У Пријепољу се улива у Лим.

## Извор
Река Милешевка извире у селу Милешев До испод планине Јадовник у југозападној Србији.

## Хидрографија
Две саставнице реке Милешевке извиру испод 1734 м високог Катунића највишег врха Јадовника обилазе суседни врх Козмор и спајају се код села Милешев До. У месту званом Саставци две реке Милешевка и Међанска река се састављају и улазе у кањон, због тога је ово место добило овакав назив. Тече неприступачним кањоном дугим 24 km. Кањон се одликује правом дивљином и суровошћу. На излазу из кањона код манастира Милешеве придружује јој се река Косаћанка. Милешевка наставља равним током до ушћа у реку Лим код Пријепоља.

## Географски положај
Клисура реке Милешевке, смештена између масива планина Златара и Јадовника, представља једно од флористичких и фитогеографских најинтересантнијих подручја југозападне Србије. Налази се на територији општине Пријепоље.

## Биљни и животињски свет
Иако је непогодног терена, у клисури реке Милешевке у виду савршеног мозаика развијене су и распоређене богате шумске заједнице. Од укупно 27 констатованих биљних заједница које су распоређене у 10 биљних разреда и 18 биљних свеза, као најзначајније и најинтересантијније издвајају се реликтне полидоминантне шумске заједнице оморике и црњуше, аутохтоне шуме питомог кестена и букве, мешовите шуме питомог кестена и бора, и шуме кестена и граба. Да је клисура Милешевке центар диверзитета на простору западне и југозападне Србије потврђује податак броја врста и подврста које чине флору клисуре, што је 15% укупног броја врста и подврста флоре Србије.
Оно што овај простор чини изузетним јесте и потпуно изоловано најјужније налазиште терцијарне ендемореликтне врсте Панчићеве оморике (Picea omorica var. vukomanii), једна од укупно три гнездеће колоније белоглавог супа у нашој земљи, али и друге ретке и угрожене биљне и животињске врсте које обитавају на овом простору. Овде се гнезде Белоглави супови, патуљаста сова, патуљасти орао, крашки и сиви соко врсте које се ретко где могу видети у Србији. Чиста и планинска вода Милешевке станиште је и поточне пастрмке.

## Заштита
Влада Републике Србије донела је Уредбу о проглашењу Специјалног резервата природе „Клисура реке Милешевке“ (Службени гласник РС бр. 104/2014), као заштићеног подручја I категорије од изузетног националног значаја. Специјални резерват природе „Клисура реке Милешевке“ поверен је на управљање Јавном предузећу „Србија шуме“, Шумском газдинству „Пријепоље“ из Пријепоља. На заштићеном подручју установљена су режими сва три степена заштите: 10,67% у првом степену, 88,7% у другом степену, и 0,63% површине резервата у трећем степену заштите.